# Núvol kinton

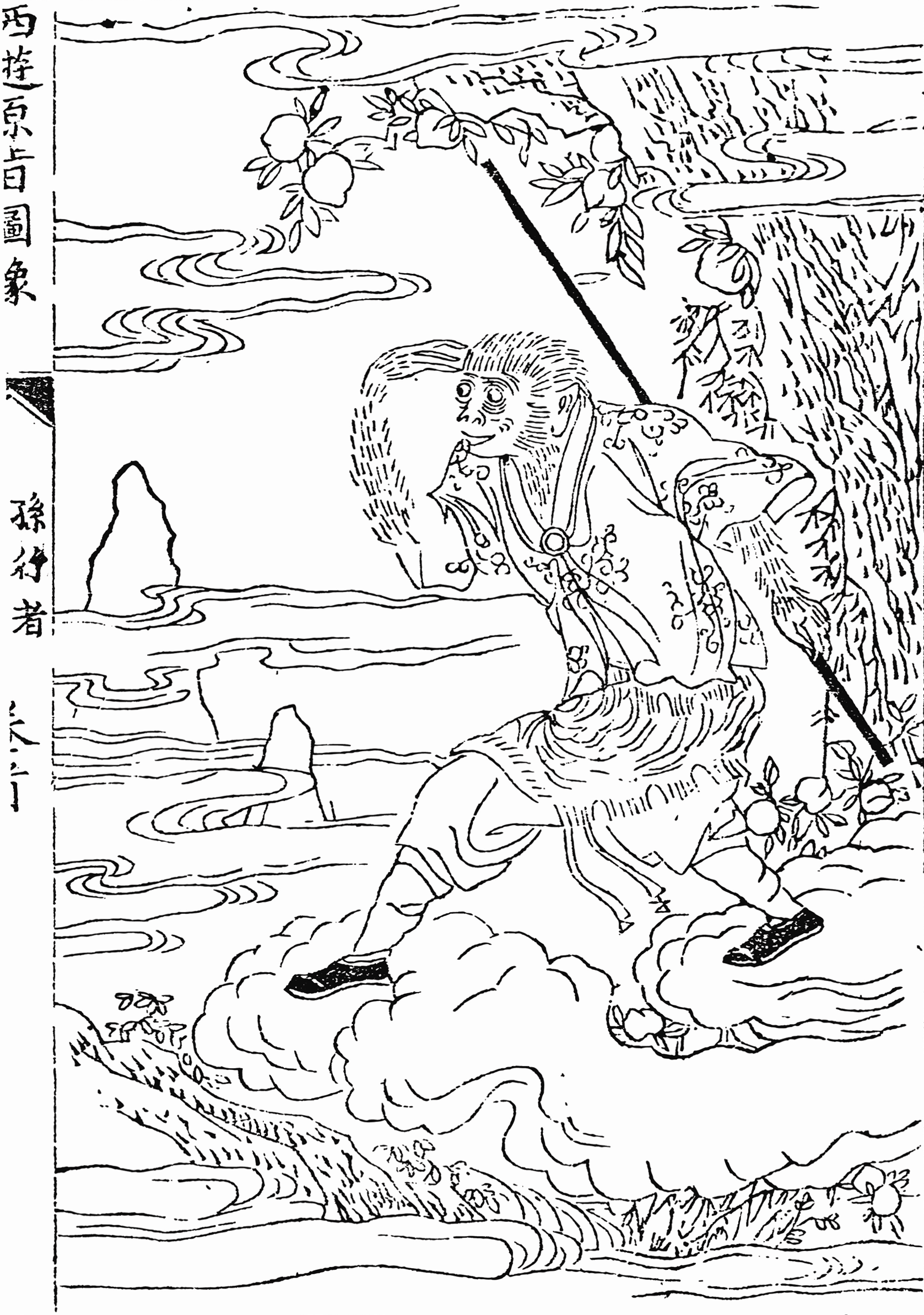
Sun Wukong, personatge en què està basat Son Goku viatjant sobre els núvols, il·lustració de 1819.

El núvol Kinton és un núvol volador que apareix als dibuixos animats de Bola de Drac i la seva saga. És de color groc i serveix com a mitjà de transport. Apareix per primera vegada quan el Follet Tortuga el va regalar a Son Goku per haver salvat la seva tortuga. L'ancià deia que el núvol havia estat un regal del mateix Déu de la Terra, encara que en realitat va ser Karin qui li va donar. Només el poden utilitzar les persones de cor pur, ja que les altres cauen quan intenten pujar-hi. De vegades, es veuen altres persones recolzades en persones de cor pur.
Son Goku està basat en Sun Wukong, un dels protagonistes de Viatge a l'oest, que pot viatjar ràpidament pujant als núvols. L'autor de Bola de Drac, Akira Toriyama, va reforçar la similitud entre els dos personatges donant-li el núvol que podia viatjar a gran velocitat.
Durant la 21a edició del Gran Torneig de les Arts Marcials, el núvol va salvar a Gokū de caure fora del ring després d'haver estat llançat pel monstre Giran. Encara que els jutges del Torneig no ho van considerar una falta, ja que no s'especificava a les regles, van decidir que el més just era que no pogués tornar a fer servir el núvol.
A Bola de Drac Z, va ser utilitzada pels fills de Son Goku: Son Gohan i Son Goten. Al final de l'edició Kanzenban de Dragon Ball, Goku li dona el Núvol Kinton a Oob i a Bola de Drac GT només se'l veu a l'escena final de l'últim episodi.
Posteriorment el núvol també apareix a Dragon Ball Super.